# Albin Rogelj
Albin Rogelj, auch Bine Rogelj, (* 20. Februar 1929 in Ljubljana; † 3. Februar 2023 ebenda) war ein jugoslawischer Skispringer und slowenischer Karikaturist.

## Werdegang
Albin Rogelj war bereits als Kind ein begeisterter Skispringer. Sein internationales Debüt gab er bei der Vierschanzentournee 1953/54. Bereits beim Auftaktspringen auf der Schattenbergschanze in Oberstdorf erreichte er dabei mit Rang fünf sein bestes Einzelresultat. Beim Neujahrsspringen in Garmisch-Partenkirchen sprang er auf einen guten 13. Platz, bevor er von der Bergiselschanze in Innsbruck als Neunter noch einmal unter die besten zehn sprang. Nachdem er auf der Paul-Außerleitner-Schanze in Bischofshofen mit Rang 17 sein schwächstes Tournee-Ergebnis erreicht hatte, beendete er die Tournee auf Platz 11 der Gesamtwertung.
Bei der Nordischen Skiweltmeisterschaft 1954 im schwedischen Falun sprang Rogelj auf 73 und 75,5 Meter und erreichte damit gemeinsam mit dem Finnen Esko Mömmö den 47. Platz.
Bei den Olympischen Winterspielen 1956 in Cortina d’Ampezzo erreichte er von der Normalschanze den 23. Platz.
Parallel zu seiner sportlichen Karriere war Rogelj ab 1950 auch an einer Kunsthochschule eingeschrieben. 1953 startete er seine Arbeit als grafischer Karikaturist. Seine Karikaturen erschienen bis 1990 regelmäßig im Jahrbuch des Magazins Pavlihova pratika. 1985 wurde Rogelj zusätzlich dessen Chefredakteur. Bereits 1970 war er für seine Arbeit mit einem Preis der Prešeren-Stiftung ausgezeichnet worden.
Albin Rogelj war verheiratet und lebte seit 1983 im zu Kranjska Gora gehörenden Gozd Martuljek im Nordwesten Sloweniens.

## Erfolge

### Vierschanzentournee-Platzierungen
| Saison  | Platz | Punkte |
| ------- | ----- | ------ |
| 1953/54 | 11.   | 602,0  |